# Furacão Diana
O furacão Diana foi um ciclone tropical mortal em agosto de 1990, que atingiu o México. A quarta tempestade com nome e segundo furacão da temporada, Diana desenvolveu-se a partir de uma onda tropical no mar do sudoeste do Caribe em 4 de agosto. Formando uma depressão tropical, o sistema passou ao lado das Honduras antes de se intensificar em uma tempestade tropical no dia seguinte. Continuando a se fortalecer gradualmente, Diana chegou à Península de Iucatã, no México, como uma forte tempestade tropical no final de 5 de agosto. O ciclone enfraqueceu um pouco devido à interação da terra, antes de emergir na baía de Campeche em 8 de agosto. Uma vez que a superfície da água, apresentava as temperaturas quentes da do mar permitiram que Diana se tornasse rapidamente um furacão e depois atingisse o pico como categoria 2 na escala de furacões Saffir-Simpson em 7 de agosto. Pouco tempo depois, a tempestade atingiu terra cerca de Tampico, Tamaulipas, com ventos de 160 km/h (100 mph). O rápido enfraquecimento ocorreu depois que a tempestade se moveu sobre o terreno alto do México, com Diana diminuindo para uma depressão tropical aproximadamente 24 horas depois de se localizar para terra. O ciclone emergiu depois no Golfo da Califórnia em 9 de agosto, pouco antes de dissipar. O distúrbio remanescente foi monitorado até perder a sua identidade sobre o Arizona em 14 de agosto.
Diana deixou impactos relativamente pequenos na Península de Iucatã. Alguns locais observaram a força das tempestades tropicais sustentando ventos e rajadas, enquanto fortes chuvas deixaram inundações nas ruas na área de Chetumal. Ao longo da costa do Golfo do México, o furacão produziu em alguns lugares chuvas torrenciais superiores a 510 mm (20 in). As inundações resultantes deixaram cerca de 3 500 pessoas desabrigadas e destruídas aproximadamente 155 mi² (400 km²) de terras agrícolas. Inúmeras estradas e ferrovias foram lavadas ou bloqueadas por detritos, cortando a comunicação com várias comunidades. Ao todo, Diana matou 139 pessoas no México e resultou em aproximadamente US $ 90,7 milhões (1990 USD ) em danos. O distúrbio remanescente causou inundações nas ruas do Arizona. A Organização Meteorológica Mundial retirou o nome Diana após a temporada devido à extensa perda de vidas e danos causados pela tempestade.

## História meteorológica
O furacão Diana originou-se de uma onda tropical que emergiu no oceano Atlântico a partir da costa oeste da África em 27 de julho. Condições desfavoráveis inicialmente proibiram a ciclogênese tropical, com a onda permanecendo desorganizada até atingir o mar do Caribe oriental. O sistema entrou no mar do Caribe através das ilhas de barlavento do sul, onde as pressões barométricas caíram um pouco, diminuindo 3,5 mbar (hPa; 0,1 inHg ) em 24 horas. Dados aéreos de nível superior das Pequenas Antilhas indicaram que a onda tropical estava associada a um anticiclone de nível superior. O primeiro voo da aeronave de reconhecimento para a onda não indicou circulação de baixo nível, mas uma quantidade relativamente grande e crescente de atividade de trovoadas. O sistema continuou a ter uma grande quantidade de convecção associada durante a passagem pelas Antilhas Holandesas, conforme indicado por imagens de satélite e observações de superfície. Depois que as imagens de satélite observaram uma rotação ciclônica na convecção de baixo nível, a quinta depressão tropical da temporada desenvolveu-se no Caribe por volta das 00:00 UTC em 4 de agosto, enquanto localizado cerca de 201 km (125 mi) a leste de Ilha de Providência. No entanto, isso foi baseado em observações de superfície, e a formação de um ciclone tropical permaneceu operacionalmente não confirmada até outro voo da aeronave de reconhecimento mais tarde naquele dia.
A depressão mudou-se inicialmente para o noroeste sob a influência de um cavado de nível médio. Por volta das 00:00 UTC em 5 de agosto, cerca de 24 horas após o desenvolvimento, o ciclone intensificou-se em uma tempestade tropical, no litoral do nordeste das Honduras; o Centro Nacional de Furacões atribuiu o nome Diana ao sistema. Mais tarde naquele dia, Diana fortaleceria posteriormente, com ventos chegando a 105 km/h (65 mph) antes que a tempestade chegasse perto de Felipe Carrillo Puerto, Quintana Roo, por volta das 20:00 UTC. A tempestade enfraqueceu ao atravessar a península de Iucatã e emergiu na baía de Campeche no início de 6 de agosto com ventos de 80 km/h (50 mph). Ao entrar na Baía de Campeche, Diana começou a se deslocar quase para o oeste, como resultado de uma calha enfraquecida de baixa pressão. Com as condições mais favoráveis na Baía de Campeche, Diana intensificou-se rapidamente, tornando-se um furacão por volta das 06:00 UTC em 7 de agosto. Doze horas depois, o ciclone intensificou-se em um furacão de categoria 2 e atingiu o seu pico de intensidade com ventos máximos sustentados de 160 km/h (100 mph) e uma pressão barométrica mínima de 980 mbar (hPa; 28,94 inHg). Às 19:00 UTC em 7 de agosto, apenas uma hora após atingir o pico de intensidade, Diana chegou a Tamiahua, Tamaulipas, na mesma intensidade.
Movendo-se para o interior, Diana rapidamente enfraqueceu sobre o terreno alto do México, deteriorando-se rapidamente de uma categoria mais baixa. de furação 2 a uma forte tempestade tropical pelas 00:00 UTC em 8 de agosto. O sistema continuou em direção ao oeste e enfraqueceu para uma depressão tropical aproximadamente 12 horas depois, enquanto estava perto da Cidade do México. A depressão tropical enfraquecida virou oeste-noroeste sobre o México central e emergiu no Oceano Pacífico em 9 de agosto, antes de se dissipar como um ciclone tropical sobre o Golfo da Califórnia. Os remanescentes de Diana curvaram-se para o norte em torno da periferia oriental de um ciclone superior e seguiram pelo Golfo da Califórnia. A convecção explodiu antes que a perturbação remanescente chegasse à costa no noroeste de Sonora. Os remanescentes de Diana entraram no Arizona e se dissiparam no início de 14 de agosto.

## Preparações
Em antecipação ao primeiro desembarque de Diana, um aviso de tempestade tropical foi emitido em 5 de agosto para Cancún, México, em direção ao sul, para Belize City, Belize, em 5 de agosto, incluindo as ilhas offshore de ambas as nações; um aviso de tempestade tropical indica que a força de ventos de tempestade tropical, de 63–117 km/h (39–73 mph), são esperados dentro de 24 horas. Onze horas depois, o alerta de tempestade tropical foi estendido até Carmen, mas foi interrompido por toda a costa leste de Belize. Oficiais de defesa civil em Quintana Roo recomendaram que os moradores das áreas costeiras e de casas com construção fraca fossem evacuados. A defesa civil também montou abrigos de emergência em Punta Allen, Punta Herrero e Xcalak. A Guarda Costeira do México foi colocada em alerta e as atividades de navegação em torno de Quintana Roo cessaram durante a noite de 5 de agosto, pois as marés devem variar de 0.91 to 1.52 m (3 to 5 ft) acima do normal.  Além disso, as autoridades manifestaram preocupação com as inundações repentinas devido à possibilidade de 130 to 200 mm (5 to 8 in) de chuva em áreas próximas ao caminho da tempestade. Depois que Diana chegou à Península de Iucatã, em 6 de agosto, todos os avisos de tempestades tropicais foram suspensos.
Diana então ameaçou a costa leste continental do México. Em 6 de agosto, um alerta de furacão foi emitido para Tuxpan para Boca de Jesus Maria às 21:00 UTC; um alerta de furacão observa a possibilidade de condições de furacão dentro de 48 horas, como ventos de pelo menos 119 km/h (74 mph). No início de 7 de agosto, o Centro Nacional de Furacões antecipou as condições do furacão em 24 horas e, como resultado, um alerta de furacão foi emitido para Nautla e La Pesca. Simultaneamente, um alerta de tempestade tropical foi emitido para La Pesca e Boca del Jesus Maria. Mais tarde naquele dia, um aviso de furacão havia sido emitido para uma área semelhante, que se estendia de Nautla a Lerdo de Tejada.  O National Hurricane Center também previu totais de precipitação de 200 mm (8 in) e enfatizou que provavelmente ocorreriam inundações e deslizamentos de terra nas proximidades de onde Diana foi projetada para atingir terra firme. Segundo Miguelangel Rebolledo, capitão do porto de Tuxpan, cerca de 300 pessoas fugiram de áreas baixas. Funcionários estaduais e federais prepararam 10 000 pacotes de suprimentos de emergência, alimentos e remédios e os transferiu para vários locais ao longo da costa. A polícia e as forças armadas foram colocadas em alerta. Às 00:00 UTC em 8 de agosto, todos os alertas e avisos em vigor foram oficialmente descontinuados.

## Impacto

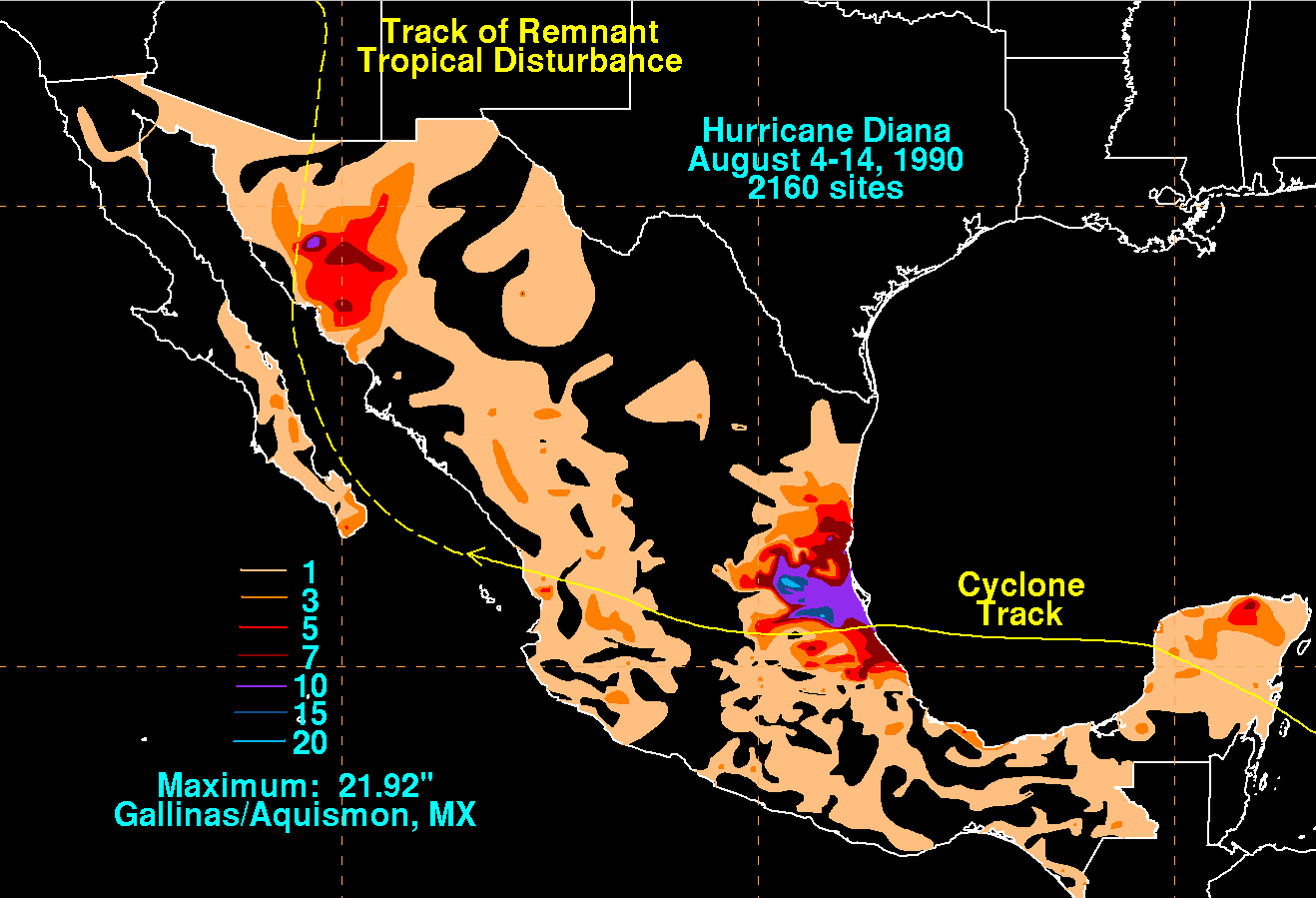
Chuva de Diana no México

Quintana Roo, na ilha de Cozumel registou ventos de 72 km/h (45 mph). Ao atravessar a península de Iucatã, ventos sustentados de 55 km/h (34 mph) e rajadas até 64 km/h (40 mph) foram observados em Mérida. Além disso, rajadas de vento de 37 e 45 mph (60 e 73 km/h) foram relatados nas cidades de Felipe Carrillo Puerto e José María Morelos, respectivamente. Diana também causou fortes chuvas em toda a área, embora os danos sejam desconhecidos. Devido às fortes chuvas, ocorreram pequenas inundações nas ruas de Chetumal, Quintana Roo.
Ao longo do Golfo do México, a tempestade produziu ondas e marés anormalmente altas, com ondas de até 3.7 m (12 ft) em altura. Mar agitado resultou no fechamento dos portos de Coatzacoalcos e Tampico. Diana produziu chuvas torrenciais enquanto atravessava o país, que chegou a 557 mm (21.92 in) em Aquismón, San Luis Potosí. As fortes chuvas provocaram deslizamentos de terra e inundações, principalmente na parte leste-central do México. A Comissão Nacional da Água observou que pelo menos sete rios na bacia do baixo rio Pánuco ameaçavam transbordar as suas margens nos estados de Guanajuato, Jalisco, San Luis Potosí e Tamaulipas. As chuvas causaram extensos danos à propriedade, destruindo inúmeras casas e deixando 3 500 sem teto. Inundações inundaram estradas e ferrovias em seis estados e destruíram cerca de 155 mi² (400 km²) de terras agrícolas.
Os estados de Veracruz, Hidalgo e Puebla foram os mais atingidos, com mais de 75 000 pessoas afetadas pelo furacão.  Em Poza Rica, ventos fortes derrubaram árvores e postes de eletricidade, o que cortou os serviços telefônicos e o fornecimento de eletricidade à cidade. Árvores caídas e fios de telefone também bloquearam algumas ruas da região, mas as principais estradas permaneceram abertas. Mais ao sul, as inundações deixaram a Rodovia Federal 185 intransitável perto de Coatzacoalcos por alguns dias. Aproximadamente 80% das culturas de maçã, café, pêssego e pera foram perdidas no município de Huayacocotla. Em Pánuco, as inundações forçaram mais de 2 000 famílias a fugir de suas casas. Diana causou pelo menos 20 mortes e deixou 18 pessoas desaparecidas na cidade. As culturas locais sofreram danos significativos, especialmente algodão, arroz e soja. Em todo o estado de Veracruz, a tempestade destruiu cerca de 40 000 ha de banana, frutas cítricas, milho e algodão.
Em Hidalgo, vários mineiros morreram depois que seu caminhão mergulhou em um barranco. O rio San Juan transbordou na cidade de Huejutla de Reyes, varrendo centenas de casas e algumas pessoas em um bairro. Diana também danificou pelo menos 110 escolas e 25 edifícios públicos por toda parte em Hidalgo. As inundações lavaram ou danificaram quatro rodovias federais e seis rodovias estaduais. A indústria agrícola de Hidalgo, que não havia se recuperado totalmente de uma forte geada em dezembro de 1988, sofreu efeitos significativos. Cerca de 90 000 ha das áreas de cultivo sofreram danos, impactando principalmente as culturas de café, arroz e feijão.
Excluindo as 56 pessoas ainda desaparecidas no final de 1990, Diana causou pelo menos 139 mortes e US$ 90,7 milhões em danos.  No entanto, algumas fontes afirmam que havia até 391 mortes e perdas sofridas pela tempestade totalizaram US$ 94,5 milhões. Além disso, estima-se que Diana tenha ferido 25 000 pessoas.

### Em outros lugares
Enquanto Diana atravessava a península de Iucatã, caiu uma leve chuva em Belize, chegando a 25 mm (1 in) em um local não especificado. Os restos do furacão Diana acabaram se mudando para o sudoeste dos Estados Unidos, trazendo fortes chuvas para a região. No Condado Imperial, Califórnia, granizos do tamanho de bolas de golfe foram relatados pelos moradores, juntamente com chuva e raios, causando breves quedas de energia em todo o condado. Um despacho policial do Condado Imperial também observou inundações locais, o que resultou em interrupções no tráfego. Os remanescentes de Diana também deixaram cair chuvas leves no Condado de San Diego, Califórnia, com a cidade de San Diego recebendo apenas um rastro de chuva, segundo a Vista em 2 mm, Del Mar teve 2 mm e perto do oceano medindo 8 mm.
No Arizona, os remanescentes de Diana contribuíram para registar temperaturas baixas em agosto em Phoenix. Em 14 de agosto, a cidade tinha uma alta temperatura de 26 °C (78 °F), que era de −4 °C (24 °F) abaixo do normal para essa data. No condado de Maricopa, 89 mm (3.5 in) de chuva. Precipitação intensa, com 3,42 polegadas (87 mm) em Desert Hills, que caiu em menos de duas horas. Vários acidentes de carro relacionados ao clima ocorreram, mas nenhum foi grave. Em Apache Junction, policiais e autoridades da cidade correram para fechar as ruas inundadas, incluindo partes de rodovias estaduais e passagens subterrâneas da Interestadual 17. Equipes estavam bombeando 120 000 l de água das passagens inferiores da Interestadual 17, mas seus esforços foram inúteis. A 31 km (19 mi) parte da Rota Estadual 87 entre a Comunidade Indiana do Rio Gila e a interseção com a Rota Estadual 187 foi fechada devido a inundações. Em Sacaton, cerca de dois terços da cidade foram inundados com pelo menos 1 m de água.
Após a tempestade, as Forças Armadas do México entregaram alimentos e suprimentos básicos de saúde às vítimas. Além disso, houve também uma vacinação em massa contra a febre tifóide. Os funcionários entregaram cerca de 8 000 caixas de cobertores, roupas e alimentos no total para os 55 comunidades mais impactadas de Veracruz. O Exército Mexicano e a Defesa Civil de Veracruz implantaram 36 brigadas médicas para atender os feridos durante a tempestade. Até 11 de agosto, 120 famílias da região de Puebla, na Serra Norte de Puebla, receberam materiais de construção para reconstruir as suas casas.
Devido ao seu impacto na primavera de 1991, o nome Diana foi retirado pela Organização Meteorológica Mundial e nunca mais será usado para outro furacão no Atlântico. Foi substituído por Dolly para a temporada de 1996. O furacão Diana não deve ser confundido com o furacão Diane, da temporada de 1955, que também foi retirado.